# Championnats d'Europe d'athlétisme en salle 1973
Navigation
Les 4e Championnats d'Europe d'athlétisme en salle se sont déroulés les 10 et 11 mars 1973 à la salle Ahoy de Rotterdam, aux Pays-Bas. 23 épreuves figurent au programme (13 masculines et 10 féminines).

## Résultats

### Hommes
| Épreuves         | Or | Argent                                                                                | Bronze                                                                             |
| 60 m             | Zenon Nowosz (POL) 6 s 64                                                                             | Manfred Kokot (GDR) 6 s 66                                                            | Raimo Vilén (FIN) 6 s 71                                                           |
| 400 m            | Luciano Sušanj (YUG) 46 s 38                                                                          | Benno Stops (GDR) 47 s 31                                                             | Dariusz Podobas (POL) 47 s 40                                                      |
| 800 m            | Francis Gonzalez (FRA) 1 min 49 s 17                                                                  | Gerhard Stolle (GDR) 1 min 49 s 32                                                    | Jozef Plachý (TCH) 1 min 49 s 50                                                   |
| 1 500 m          | Henryk Szordykowski (POL) 3 min 43 s 01                                                               | Herman Mignon (BEL) 3 min 43 s 16                                                     | Klaus-Peter Justus (GDR) 3 min 43 s 36                                             |
| 3 000 m          | Emiel Puttemans (BEL) 7 min 44 s 51                                                                   | Willy Polleunis (BEL) 7 min 51 s 86                                                   | Pekka Päivärinta (FIN) 7 min 52 s 97                                               |
| 60 mètres haies  | Frank Siebeck (GDR) 7 s 71                                                                            | Adam Galant (POL) 7 s 76                                                              | Thomas Munkelt (GDR) 7 s 81                                                        |
| Relais 4 × 360 m | France Lucien Sainte-Rose Patrick Salvador Francis Kerbiriou Lionel Malingre 2 min 46 s 00            | Allemagne de l'Ouest Falko Geiger Karl Honz Ulrich Reich Hermann Köhler 2 min 46 s 42 | -                                                                                  |
| Relais 4 × 720 m | Allemagne de l'Ouest Reinhold Soyka Josef Schmid Thomas Wessinghage Paul-Heinz Wellmann 6 min 21 s 58 | Tchécoslovaquie Ivan Kovac Józef Samborsky Jozef Plachý Ján Sisovsky 6 min 21 s 60    | Pologne Krzysztof Linkowski Leslaw Zajac Czeslaw Jursza Henryk Sapko 6 min 26 s 95 |
| Saut en hauteur  | István Major (HUN) 2,20 m                                                                             | Jiří Palkovský (TCH) 2,20 m                                                           | Vassilios Papadimitriou (GRE) 2,17 m                                               |
| Saut à la perche | Renato Dionisi (ITA) 5,40 m                                                                           | Hans-Jürgen Ziegler (FRG) 5,35 m                                                      | Jean-Michel Bellot (FRA) 5,30 m                                                    |
| Saut en longueur | Hans Baumgartner (FRG) 7,85 m                                                                         | Max Klauss (GDR) 7,83 m                                                               | Grzegorz Cybulski (POL) 7,81 m                                                     |
| Triple saut      | Carol Corbu (ROU) 16,80 m                                                                             | Michał Joachimowski (POL) 16,75 m                                                     | Mikhail Bariban (URS) 16,38 m                                                      |
| Lancer du poids  | Jaroslav Brabec (TCH) 20,29 m                                                                         | Gerd Lochmann (GDR) 20,12 m                                                           | Jaromír Vlk (TCH) 19,68 m                                                          |

### Femmes
| Épreuves         | Or                                                                                                | Argent                                                                              | Bronze                                                                                      |
| 60 m             | Annegret Richter (FRG) 7 s 27                                                                     | Petra Vogt (GDR) 7 s 29                                                             | Sylviane Telliez (FRA) 7 s 32                                                               |
| 400 m            | Verona Bernard (GBR) 53 s 04                                                                      | Waltraud Dietsch (GDR) 53 s 35                                                      | Renate Siebach (GDR) 53 s 49                                                                |
| 800 m            | Stefka Yordanova (BUL) 2 min 02 s 65                                                              | Elfi Rost (GDR) 2 min 02 s 83                                                       | Elżbieta Skowrońska (POL) 2 min 02 s 90                                                     |
| 1 500 m          | Ellen Tittel (FRG) 4 min 16 s 17                                                                  | Tonka Petrova (BUL) 4 min 17 s 20                                                   | Iris Claus (GDR) 4 min 21 s 49                                                              |
| 60 mètres haies  | Annelie Ehrhardt (GDR) 8 s 02                                                                     | Valeria Bufanu (ROU) 8 s 16                                                         | Teresa Nowak (POL) 8 s 23                                                                   |
| Relais 4 × 180 m | Allemagne de l'Ouest Christiane Krause Annegret Richter Ingeborg Helten Rita Wilden 1 min 21 s 15 | Autriche Brigitte Haest Christa Kepplinger Carmen Mähr Karoline Käfer 1 min 23 s 33 | -                                                                                           |
| Relais 4 × 360 m | Allemagne de l'Ouest Dagmar Jost Erika Weinstein Annelie Wilden Gisela Ellenberger 3 min 10 s 85  | France Colette Besson Chantal Jouvhomme Chantal Leclerc Nicole Duclos 3 min 11 s 20 | Pologne Danuta Manowiecka Marta Skrzypinska Krystyna Kacperczyk Danuta Piecyk 3 min 11 s 65 |
| Saut en hauteur  | Yordanka Blagoeva (BUL) 1,92 m                                                                    | Rita Gildemeister (GDR) 1,86 m                                                      | Milada Karbanová (TCH) 1,86 m                                                               |
| Saut en longueur | Diana Yorgova (BUL) 6,45 m                                                                        | Jarmila Nygrýnová (TCH) 6,30 m                                                      | Mirosława Sarna (POL) 6,15 m                                                                |
| Lancer du poids  | Helena Fibingerová (TCH) 19,08 m                                                                  | Ludwika Chewińska (POL) 18,29 m                                                     | Antonina Ivanova (URS) 18,25 m                                                              |

## Tableau des médailles
| Rang | Nation               | Or | Argent | Bronze | Total |
| ---- | -------------------- | -- | ------ | ------ | ----- |
| 1    | Allemagne de l'Ouest | 6  | 2      | 0      | 8     |
| 2    | Bulgarie             | 3  | 1      | 0      | 4     |
| 3    | Allemagne de l'Est   | 2  | 9      | 4      | 15    |
| 4    | Pologne              | 2  | 3      | 7      | 12    |
| 5    | Tchécoslovaquie      | 2  | 3      | 3      | 8     |
| 6    | France               | 2  | 1      | 2      | 5     |
| 7    | Belgique             | 1  | 2      | 0      | 3     |
| 8    | Roumanie             | 1  | 1      | 0      | 2     |
| 9    | Hongrie              | 1  | 0      | 0      | 1     |
| 9    | Italie               | 1  | 0      | 0      | 1     |
| 9    | Royaume-Uni          | 1  | 0      | 0      | 1     |
| 9    | Yougoslavie          | 1  | 0      | 0      | 1     |
| 13   | Autriche             | 0  | 1      | 0      | 1     |
| 14   | Finlande             | 0  | 0      | 2      | 2     |
| 14   | Union soviétique     | 0  | 0      | 2      | 2     |
| 16   | Grèce                | 0  | 0      | 1      | 1     |